# Adam Wilhelm Knuth (1933-2013)
 Der er flere personer med dette navn, se Adam Wilhelm Knuth.
Adam Wilhelm Josef lensgreve Knuth til Knuthenborg (10. juli 1933 på Knuthenborg – 4. december 2013) var en dansk kammerherre og godsejer til Knuthenborg.

## Biografi
Adam Wilhelm Josef Knuth blev født d. 10. juli 1933 på godset Knuthenborg som søn af lensgreve Frederik Marcus Knuth og Christa Theodora Maria Nanna, f. Lund.
Knuth blev student fra Maribo Gymnasium i 1952. Fra 1953-54 var han sergent i Sjællandske Ingeniørregiment og tog højere handelseksamen fra Niels Brock 1956.
Knuth skabte i 1969 Knuthenborg Safaripark og han har udtalt, at da han i 1969 omlagde godset til safaripark i strid med farens ønske, var det også et opgør med faderen, der var aktiv nazist. 1967 blev han medejer og ved farens død 1970 overtog han Knuthenborg, som han ejede indtil 1998.[kilde mangler]

## Ægteskaber og børn
Adam Wilhelm Knuth har været gift fire gange, og har børn fra de første to ægteskaber:
1. Gift første gang 18/10 1955 i Kbh. m. Gisela Theda komtesse Ahlefeldt-Laurvig, datter af Carl greve Ahlefeldt-Laurvig og Margarethe "Marga" Poula Theda Gehring. Parret blev skilt i 1965. Børn:
  - Anne Christine komtesse Knuth (f. 20/5 1956).
  - Eggert Christoffer Adam Henrik greve Knuth (f. 18/5 1959 - 14/3 1991).[3]
  - Gisela Tatiana komtesse Knuth (f. 11/11 1964).
2. Gift anden gang 25/7 1969 m. juristen og forfatteren Eva Helle Stangerup, datter af professor Hakon Stangerup og skuespilleren Betty Söderberg. Parret blev skilt i 1979. Børn:
  - Lensgreve Adam Christoffer Knuth (f. 1/10 1973), ejer af Knuthenborg.
  - Johan Henrik Marcus greve Knuth (f. 2/4 1976), dansk politiker.
3. Gift tredje gang 26/5 1979 m. Karen Mathilde Bendtzen, født Juel. Parret blev skilt i 1987.
4. Gift fjerde gang 5/12 1987 m. Charlotte Birgitte grevinde Moltke, født baronesse Bille Brahe Selby (gift første gang med godsejer Norman Iver Frederik greve Moltke).